# حصن قرون (يريم)

تعديل مصدري - تعديل

حصن قرون هي إحدى قرى عزلة بني عمر بمديرية يريم التابعة لمحافظة إب، بلغ تعداد سكانها 122 نسمة حسب تعداد اليمن لعام 2004.